# Campeonato Mundial de Ajedrez 1963
El Campeonato Mundial de Ajedrez 1963 fue un encuentro entre el retador Tigran Petrosian de la Unión Soviética y su compatriota y campeón defensor (y ya con 52 años) Mijaíl Botvínnik. El match se jugó en Moscú, Rusia. El primer juego empezó el 23 de marzo de 1963. El último juego empezó el 20 de mayo que terminó empatado. Petrosian ganó el match 12½–9½, convirtiéndose en el campeón oficial número 9.

## Torneo Interzonal
El Torneo Interzonal fue jugado en la ciudad sueca de Estocolmo en el año 1962.
| N.º | Jugador           | 1 | 2 | 3 | 4 | 5 | 6 | 7 | 8 | 9 | 10 | 11 | 12 | 13 | 14 | 15 | 16 | 17 | 18 | 19 | 20 | 21 | 22 | 23 | Total |
| --- | ----------------- | - | - | - | - | - | - | - | - | - | -- | -- | -- | -- | -- | -- | -- | -- | -- | -- | -- | -- | -- | -- | ----- |
| 1   | Bobby Fischer     | - | ½ | ½ | 1 | ½ | ½ | ½ | ½ | ½ | 1  | ½  | 1  | 1  | 1  | 1  | 1  | 1  | 1  | 1  | 1  | ½  | 1  | 1  | 17½   |
| 2   | Efim Geller       | ½ | - | ½ | ½ | ½ | ½ | 1 | 1 | 1 | 1  | 0  | ½  | 1  | ½  | 1  | 1  | 1  | ½  | ½  | ½  | 1  | 0  | 1  | 15    |
| 3   | Tigran Petrosian  | ½ | ½ | - | ½ | ½ | ½ | ½ | ½ | ½ | ½  | 1  | 1  | ½  | ½  | 1  | ½  | ½  | 1  | 1  | 1  | 1  | ½  | 1  | 15    |
| 4   | Víktor Korchnoi   | 0 | ½ | ½ | - | 1 | ½ | ½ | ½ | ½ | 0  | 1  | 1  | ½  | 1  | 1  | ½  | ½  | 1  | ½  | 1  | 1  | 0  | 1  | 14    |
| 5   | Miroslav Filip    | ½ | ½ | ½ | 0 | - | ½ | ½ | 1 | 0 | ½  | ½  | ½  | 1  | 1  | ½  | ½  | 1  | ½  | 1  | ½  | 1  | 1  | 1  | 14    |
| 6   | Svetozar Gligorić | ½ | ½ | ½ | ½ | ½ | - | ½ | 0 | ½ | ½  | ½  | 1  | ½  | 1  | 0  | 1  | 1  | ½  | ½  | 1  | ½  | 1  | 1  | 13½   |
| 7   | Pal Benko         | ½ | 0 | ½ | ½ | ½ | ½ | - | ½ | 1 | ½  | ½  | 0  | ½  | ½  | 1  | 1  | 0  | 1  | 1  | 1  | ½  | 1  | 1  | 13½   |
| 8   | Leonid Stein      | ½ | 0 | ½ | ½ | 0 | 1 | ½ | - | 0 | 1  | ½  | 0  | 1  | ½  | ½  | 1  | 1  | ½  | ½  | 1  | 1  | 1  | 1  | 13½   |
| 9   | Wolfgang Uhlmann  | ½ | 0 | ½ | ½ | 1 | ½ | 0 | 1 | - | 0  | 1  | 1  | ½  | 0  | 1  | 1  | 0  | 1  | 1  | 1  | 0  | 1  | 0  | 12½   |
| 10  | Lajos Portisch    | 0 | 0 | ½ | 1 | ½ | ½ | ½ | 0 | 1 | -  | ½  | ½  | ½  | ½  | ½  | 1  | 1  | 1  | 0  | 1  | 1  | 1  | 0  | 12½   |
| 11  | Arturo Pomar      | ½ | 1 | 0 | 0 | ½ | ½ | ½ | ½ | 0 | ½  | -  | ½  | 0  | 0  | 1  | ½  | 1  | ½  | 1  | ½  | 1  | 1  | 1  | 12    |
| 12  | Friðrik Ólafsson  | 0 | ½ | 0 | 0 | ½ | 0 | 1 | 1 | 0 | ½  | ½  | -  | ½  | 0  | ½  | ½  | ½  | 1  | 1  | 1  | 1  | 1  | 1  | 12    |
| 13  | Julio Bolbochán   | 0 | 0 | ½ | ½ | 0 | ½ | ½ | 0 | ½ | ½  | 1  | ½  | -  | ½  | ½  | ½  | 1  | ½  | 1  | ½  | ½  | 1  | 1  | 11½   |
| 14  | Gedeon Barcza     | 0 | ½ | ½ | 0 | 0 | 0 | ½ | ½ | 1 | 1  | 1  | 1  | ½  | -  | ½  | ½  | ½  | ½  | ½  | ½  | 1  | 0  | 1  | 11    |
| 15  | Istvan Bilek      | 0 | 0 | 0 | 0 | ½ | 1 | 0 | ½ | 0 | ½  | 0  | ½  | ½  | ½  | -  | ½  | 1  | ½  | 1  | 1  | 1  | 1  | 1  | 11    |
| 16  | Arthur Bisguier   | 0 | 0 | ½ | ½ | ½ | 0 | 0 | 0 | 0 | 0  | ½  | ½  | ½  | ½  | ½  | -  | ½  | ½  | 1  | ½  | 1  | 1  | 1  | 9½    |
| 17  | Daniel Yanofsky   | 0 | 0 | ½ | ½ | 0 | 0 | 1 | 0 | 1 | 0  | 0  | ½  | 0  | ½  | 0  | ½  | -  | ½  | 1  | ½  | ½  | 0  | ½  | 7½    |
| 18  | Mario Bertok      | 0 | ½ | 0 | 0 | ½ | ½ | 0 | ½ | 0 | 0  | ½  | 0  | ½  | ½  | ½  | ½  | ½  | -  | ½  | 0  | ½  | 1  | ½  | 7½    |
| 19  | Eugenio German    | 0 | ½ | 0 | ½ | 0 | ½ | 0 | ½ | 0 | 1  | 0  | 0  | 0  | ½  | 0  | 0  | 0  | ½  | -  | ½  | ½  | 1  | 1  | 7     |
| 20  | Samuel Schweber   | 0 | ½ | 0 | 0 | ½ | 0 | 0 | 0 | 0 | 0  | ½  | 0  | ½  | ½  | 0  | ½  | ½  | 1  | ½  | -  | 1  | ½  | ½  | 7     |
| 21  | Rudolf Teschner   | ½ | 0 | 0 | 0 | 0 | ½ | ½ | 0 | 1 | 0  | 0  | 0  | ½  | 0  | 0  | 0  | ½  | ½  | ½  | 0  | -  | 1  | 1  | 6½    |
| 22  | Miguel Cuéllar    | 0 | 1 | ½ | 1 | 0 | 0 | 0 | 0 | 0 | 0  | 0  | 0  | 0  | 1  | 0  | 0  | 1  | 0  | 0  | ½  | 0  | -  | ½  | 5½    |
| 23  | Manuel Aaron      | 0 | 0 | 0 | 0 | 0 | 0 | 0 | 0 | 1 | 1  | 0  | 0  | 0  | 0  | 0  | 0  | ½  | ½  | 0  | ½  | 0  | ½  | -  | 4     |

### Desempate
- Debido a que hubo un triple empate en el 6° puesto, se realizó un desempate con el Sistema de todos contra todos a dos rondas. El ganador jugará en el Torneo de Candidatos.

| N.º | Jugador           | 1   | 2   | 3   | Total |
| --- | ----------------- | --- | --- | --- | ----- |
| 1   | Leonid Stein      | -   | ½ ½ | 1 1 | 3     |
| 2   | Pal Benko*        | ½ ½ | –   | 1 - | 2     |
| 3   | Svetozar Gligorić | 0 0 | 0 - | - - | 0     |

* Stein ganó el desempate, pero fue excluido debido a una regla ordenada en el Congreso de la FIDE de 1959 que limitaba el número de jugadores de un país a 3 competidores. Ya que Petrosian, Geller y Korchnoi clasificaron mejor ubicados que él, Stein fue excluido y el último puesto para el Torneo de Candidatos fue para Benko por default.

## Torneo de Candidatos
Los seis mejores ubicados en el Torneo Interzonal, el perdedor del campeonato pasado y el 2° mejor ubicado en el Torneo de Candidatos pasado, jugaron un torneo con el sistema de todos contra todos a cuatro rondas, en la ciudad curazoleña de Curazao y el ganador obteniendo el derecho de jugar por el Campeonato Mundial de Ajedrez contra Mijaíl Botvínnik en 1963.
Este fue el último torneo jugado con el agotador formato de todos contra todos a 4 rondas, debido a las quejas de Bobby Fischer de un posible intento de mantener a los no-soviéticos fuera del cetro mundial. Desde el próximo torneo, se utilizó el formato de eliminación directa en "matches" individuales.
| N.º | Jugador          | 1       | 2       | 3       | 4       | 5       | 6       | 7       | 8       | Total |
| --- | ---------------- | ------- | ------- | ------- | ------- | ------- | ------- | ------- | ------- | ----- |
| 1   | Tigran Petrosian | –       | ½ ½ ½ ½ | ½ ½ ½ ½ | ½ 1 ½ ½ | ½ ½ 1 1 | ½ ½ 1 ½ | 1 1 ½ − | ½ 1 1 ½ | 17½   |
| 2   | Paul Keres       | ½ ½ ½ ½ | –       | ½ ½ ½ ½ | 0 ½ 1 ½ | ½ ½ 1 ½ | 1 1 1 0 | 1 ½ 1 − | ½ 1 1 ½ | 17    |
| 3   | Efim Geller      | ½ ½ ½ ½ | ½ ½ ½ ½ | –       | 1 1 ½ 0 | ½ ½ 1 ½ | ½ ½ ½ 1 | ½ 1 1 − | ½ 1 1 ½ | 17    |
| 4   | Bobby Fischer    | ½ 0 ½ ½ | 1 ½ 0 ½ | 0 0 ½ 1 | –       | 0 1 0 ½ | 0 1 ½ 1 | ½ 1 ½ − | 1 ½ 1 ½ | 14    |
| 5   | Víktor Korchnoi  | ½ ½ 0 0 | ½ ½ 0 ½ | ½ ½ 0 ½ | 1 0 1 ½ | –       | ½ ½ ½ 0 | 1 0 ½ − | 1 1 1 1 | 13½   |
| 6   | Pal Benko        | ½ ½ 0 ½ | 0 0 0 1 | ½ ½ ½ 0 | 1 0 ½ 0 | ½ ½ ½ 1 | –       | 1 0 ½ − | 0 1 1 ½ | 12    |
| 7   | Mijaíl Tal       | 0 0 ½ − | 0 ½ 0 − | ½ 0 0 − | ½ 0 ½ − | 0 1 ½ − | 0 1 ½ − | –       | 1 0 ½ − | 7     |
| 8   | Miroslav Filip   | ½ 0 0 ½ | ½ 0 0 ½ | ½ 0 0 ½ | 0 ½ 0 ½ | 0 0 0 0 | 1 0 0 ½ | 0 1 ½ − | –       | 7     |

- Nota: Mijaíl Tal se retiró del torneo por problemas de salud. Debido a que jugó más de la mitad del torneo, sus puntos fueron contados.

| Jugador     | 1 | 2 | 3 | 4 | 5 | 6 | 7 | 8 | Total |
| ----------- | - | - | - | - | - | - | - | - | ----- |
| Efim Geller | ½ | ½ | 0 | ½ | ½ | 1 | ½ | 0 | 3½    |
| Paul Keres  | ½ | ½ | 1 | ½ | ½ | 0 | ½ | 1 | 4½    |

### Alegación de colusión
Lo que hace a este Torneo de Candidatos famoso y discutida muy a menudo son las alegaciones de colusión entre soviéticos. Los 3 mejores ubicados (Petrosian, Keres y Geller) empataron todos sus doce juegos contra cada uno, en un promedio de tan sólo 19 jugadas.
Poco después de la conclusión del torneo, Fischer públicamente alegó que los soviéticos se coludieron entre sí, evitando que cualquier jugador no-soviético - específicamente él - pudiera ganar. Sus alegaciones se basaban en dos puntos: el primero establecía que Petrosian, Keres y Geller acordaron previamente para empatar todos sus juegos; y el segundo establecía que Korchnoi fue instruido a perder contra ellos.
La primera alegación, del pacto de entablar entre sí, es asumida usualmente como cierta. Los tres jugadores involucrados ya han fallecido, pero Yuri Averbakh, el líder del equipo soviético, dijo en una entrevista del año 2002 que Keres ya estaba viejo y quería conservar energía, y que Petrosian y Geller eran buenos amigos y solían hacer tablas entre ellos.
La segunda alegación, de Korchnoi perdiendo a propósito, es más dudosa. Korchnoi renunció a su nacionalidad soviética en 1976, y nunca fue denunciado por entregar juegos. Korchnoi también escribió sorpresivamente acerca de las tablas rápidas. Así que, aparentemente, sí hubo un pacto de tablas entre Petrosian, Keres y Geller, que era desconocido incluso por su compatriota Korchnoi. El otro punto en contra de esta alegación es de que Fischer ya estaba muy lejos atrás, a tal punto de que ya no era (y nunca fue) necesario de que Korchnoi entregara sus juegos para que un soviético gane.
También hubo alegaciones de que, en el juego decisivo entre Benko y Keres, Petrosian y Geller conspiraron contra Keres ayudando a Benko. Benko escribió que Petrosian y Geller le ofrecieron su ayuda para analizar la posición aplazada, pero se negó a la oferta.

### Respuesta de la FIDE a las alegaciones
FIDE, la federación mundial de ajedrez, respondió a las alegaciones cambiando el formato de los futuros Torneos de Candidatos. Comenzando con el siguiente ciclo (1966), el agotador Sistema de todos contra todos fue reemplazado por el Sistema de eliminación directa (inicialmente con los siguientes formatos: mejor de 10 juegos en los cuartos de final y las semifinales, y mejor de 12) para evitar cualquier tipo de colusión que existe en el otro formato.

## Match
El match fue jugado como mejor de 24 juegos, las victorias contando 1 punto, los empates ½ punto, y las derrotas 0, y acabaría cuando un jugador llegue a 12½ puntos. Si el match acabara en un empate 12 a 12, el campeón defensor (Botvínnik) retendría el título.
| Jugador          | 1 | 2 | 3 | 4 | 5 | 6 | 7 | 8 | 9 | 10 | 11 | 12 | 13 | 14 | 15 | 16 | 17 | 18 | 19 | 20 | 21 | 22 | Total |
| ---------------- | - | - | - | - | - | - | - | - | - | -- | -- | -- | -- | -- | -- | -- | -- | -- | -- | -- | -- | -- | ----- |
| Mijaíl Botvínnik | 1 | ½ | ½ | ½ | 0 | ½ | 0 | ½ | ½ | ½  | ½  | ½  | ½  | 1  | 0  | ½  | ½  | 0  | 0  | ½  | ½  | ½  | 9½    |
| Tigran Petrosian | 0 | ½ | ½ | ½ | 1 | ½ | 1 | ½ | ½ | ½  | ½  | ½  | ½  | 0  | 1  | ½  | ½  | 1  | 1  | ½  | ½  | ½  | 12½   |